# فدرال پرمیوم
فدرال پرمیوم (انگلیسی: Federal Premium) شرکت صنایع جنگ‌افزاری آمریکایی است، که در سال ۱۹۲۲ تأسیس شد.